# Haggard
Haggard é uma banda alemã de classical medieval metal que combina música folk, erudita e death metal.

## História
Originalmente formada em 1991 como uma banda de death metal, lançou neste segmento, os singles Introduction (1992) e Progressive (1994). Com uma sonoridade mais sinfônica que os anteriores, Once… Upon A December's Dawn (1995) já apresentava a junção da música clássica, metal extremo e elementos folk.
And Thou Shalt Trust... the Seer de 1997 foi o primeiro álbum oficial lançado pela banda. Orquestral e ainda assim agressivo, o álbum é um dos marcos na música, na fusão entre a música erudita e o lado extremo do heavy metal. Deste álbum, Lost (Robin's song) é provavelmente a música mais famosa. Esta foi composta por Asis Nasseri em homenagem ao seu filho Robin.
Baseado nas profecias de Nostradamus, Awaking the Centuries, de 2000, consolida a banda Haggard no cenário headbanger. O sucesso de Awaking the Centuries foi tamanho que em 2001 eles lançam o primeiro álbum ao vivo, gravado no México, chamado Awaking the Gods.
Eppur Si Muove (2004) é o mais aclamado dos trabalhos do Haggard. A obra narra a vida conturbada da perspectiva científica de Galileu Galilei. Eppur si muove se tornou uma das mais famosas canções do grupo alemão, juntamente com Per aspera ad astra e a épica Herr Mannelig. Eppur si Muove significa Ainda se move, frase que teria dito Galileu ao argumentar sobre os movimentos de rotação da Terra.
Em 2008 Tales of Ithiria é lançado. O álbum como os antigos também é conceitual, mas desta vez sobre uma história de fantasia criada por Asis Nasseri. O título original do mais recente trabalho seria A Dark Winter's Tale, que foi mudado posteriormente para Tales of Ithiria. Este álbum marca o início da maior turnê mundial realizada pela banda até o momento. Já passaram por vários países europeus tendo previsão para entre Maio e Junho, sem datas confirmadas, visitar países da América Latina.

## Crítica
Escrevendo para o Yahoo!, Regis Tadeu publicou uma crítica negativa para a banda em 2012: "A mistura de música erudita e medieval com heavy metal deste grupo alemão tinha tudo para ser um troço interessante caso eles realmente fizessem uma pesquisa séria a respeito do cancioneiro dos séculos XIV a XVI. Como não fazem isto - ao contrário do Finntroll e do In Extremo, por exemplo - o som dos caras é apenas um pastiche de doom metal com uma menina cantando na linha Tarja Turunen e violinos e cellos típicos de cerimônias de casamento húngaros para turistas desinformados."

## Membros
- Asis Nasseri – Vocais, Guitarra (1991-presente)
- Susanne Ehlers – Soprano
- Veronika Kramheller - Soprano
- Manuela Kraller - Soprano
- Fiffi Fuhrmann – Tenor, Flauta
- Nikolaus - Barítono
- Claudio Quarta – Guitarra
- Ally Fiddle - Violino
- Andi Corne inglês, Percussão
- Hans Wolf – Piano, teclados
- Luz Marsen – bateria, Percussão (1991-presente)
- Giacomo - Baixo
- Linda - Oboé,
- Ivica Percinlic – Violoncelo
- Florian Bartl – Oboé, Corne inglês
- Steffi Hertz – Viola
- Johannes Schleiermacher – Violoncelo
- Mark Pendry – Clarinete
- Michael Stapf – Violino
- Judith Marschall – Violino
- Doro – Violino
- Michael Schumm – Tímpano, Percussão

## Discografia

### Demos
- Introduction (1992)
- Progressive (1994)
- Once... Upon A December's Dawn (1995)

### Álbuns de Estúdio
- And Thou Shalt Trust... the Seer (1997)
- Awaking the Centuries (2000)
- Eppur Si Muove (2004)
- Tales of Ithiria (2008)

### DVDs e Vídeos
- In A Pale Moon's Shadow (VHS) (1998)
- Awaking the Gods: Live In Mexico (DVD/VHS) (2001)